# Krest i Mauzer
Krest i Mauzer (ryska: Крест и Маузер, frillt översatt: Kors och Mauser; eller Korset och pistolen) är en sovjetisk dramafilm från 1925, regisserad av Vladimir Gardin.

## Handling
Filmens första del utspelar sig under de förrevolutionära åren och den andra under inledande perioden av sovjetmakten i ett kloster i västra Ryssland. Den föräldralösa Julia föder ett barn från herden Ijeronim, men matronan på klostets barnhem dödar det, och de svarta hundradena sprider ett rykte om att judarna gjort det i rituella syften, vilket resulterar i en pogrom.

## Rollista
- Jevgenij Tjervjakov
- V. Kiseljova
- Vladimir Kriger
- Nikolaj Kutuzov
- Naum Rogozjin